# 106
Secole: Secolul I - Secolul al II-lea - Secolul al III-lea
Decenii: Anii 50 Anii 60 Anii 70 Anii 80 Anii 90 - Anii 100 - Anii 110 Anii 120 Anii 130 Anii 140 Anii 150
Ani: 101 | 102 | 103 | 104 | 105 | 106 | 107 | 108 | 109 | 110 | 111

## Evenimente
- Al doilea război daco-roman. Traian îl înfrânge pe regele dac Decebal, iar Dacia devine o provincie romană până în 271-275.

## Decese
- Decebal, rege dac, fiul lui Scorillo (n.c. 55/60)